# حسنوند
حسنوند نام یکی از ایل‌های لرستان از شعب لک است. محل سکونت این ایل لرستان و ایلام است. و بخشی از ایل سلسله است. مردم آن به زبان لکی تکلم می‌کنند.

## خاستگاه قومی
دانشنامه ایرانیکا و دانشنامه جهان اسلام حسنوندها را ایلی لر معرفی می‌کنند. علی اکبر دهخدا حسنوندها را یکی از ایلات لر پیشکوه معرفی می‌کند.
برخی دیگر نسب حسنوندها را به اسیران نهاوندی می‌رسانند که سال‌ها در میان قبایل عرب زندگی کرده‌اند و سپس به لرستان بازگشته‌اند و در الشتر، مجاور نهاوند سکنی گزیده‌اند. به روایت دیگر آنان فرزندان اردشیر بابکان هستند که تا زمان نادرشاه افشار در منطقه ایلام زندگی می‌کردند اما نادر به پاس جنگ آن‌ها علیه عثمانی منطقه شمال لرستان را به آنان بخشید. بنابر اسناد تاریخی هیچ‌یک از این نظرات نمی‌تواند درست باشد.

## جمعیت
قدیمیترین آمار از جمعیت حسنوندها در دهه ۱۸۷۰ میلادی توسط شیندلر منتشر شده‌است و او جمعیت حسنوندها را حدود ۲٬۵۰۰ ذکر کرده‌است. نویسنده کتاب جغرافیای لرستان در ۱۸۸۳ میلادی جمعیت آن‌ها را حدود ۸۵۰ خانوار نوشته‌است. جمعیت این ایل در دهه ۱۹۳۰ میلادی پنج هزار خانوار و در دهه ۱۹۶۰ میلادی ۱٬۵۰۰ خانوار بوده‌است.
عده‌ایی از حسنوندها به دینه‌ور در استان آذربایجان شرقی و اسدآباد در استان همدان تبعید شده‌اند.

## شجره‌نامه ایل حسنوند
ایل حسنوند دارای طوایف زیر است:
۱. طایفه خدائی(خوانین)
این طایفه ساکن شهرستان الشتر و شمال استان لرستان است  سرهنگی،احمدی، منظمی، ملکی، رحمتی، صادقی، اتابک، سیاهپوش، نوراللهی، کرم اللهی ،فرج‌اللهی، نصراللهی، خیراللهی، فتح‌اللهی، ذکراللهی عزیزاللهی ..
۲. طایفه کاکولوند
این طایفه دارای ۲۵ تیره به نام‌های: مرادجان، میرزاجان، ابراهیم‌جان، بهرام جان، حیدر، محمدجان، ایمان‌جان، سهراب یک، نوره، کلب حسین، روئین، پولاد، دیتنه‌وند، پولاد، میراحمد، زیودار (زیار)، اوررضا، روسی، سالار، قل نره‌شی، بوه (بابا)، قلایی
۳. طایفه دولتشاه
طایفهٔ دولتشه یا دولتشاهی دارای تیره‌های مشهدقلی، پشم، رحمان شه، علی، کچل، علی یار، نادعلی، ولی، نجف علی، نجف قلی می‌باشد
۴. طایفه میفر (محمدفر)
این طایفه از تیره‌های خنگ گزار، عوض علی، حیدرعلی، سالی، ندر، شه‌ندر، سیف‌الدین تشکیل شده‌است.
۵. طایفهٔ بسوم
طایفهٔ بسوم یا بسطام نیز از چهار تیره تشکیل گردیده که هریک دارای زیرتیره‌هائی به‌شرح زیر می‌باشد:
- تیرهٔ چراغ بگ شامل اولاد رضا، غلامحسین، شاهمراد، کاکا، امرایی، زرینی، فراخان، عین می‌باشد.[۱۳]
- تیرهٔ ایناق شامل اولاد علی، حسین، علی قدم، ایناق است.[۱۳]
- تیرهٔ خسربگ شامل اولاد میرزابگ و یعقوب بگ است.[۱۳]
- تیرهٔ یوسف بگ شامل اولاد بختگان بگ، عوض علی و درگاه است.[۱۳]

۶. طایفه اسکندر
شامل تیره‌های زهابی، حاجی، اسماعیلوند، میمی، تویخن، باباحسین، نظربگ، سالار
۷. طایفهٔ خمسه
تیره‌های طایفهٔ خمسه (اولاد اسکندر) عبارتند از:
- تیرهٔ میمی دارای اولاد: حسین، احمد، صیدنظر.
- تیرهٔ توخن دارای اولاد: مشل، گردل، نوم‌خدا، چوچل
- تیرهٔ زهاوی (زهابی) دارای اولاد: حمدبک و وشنی
- تیرهٔ گرزین شامل اولاد: گرزین، گنجی
- تیرهٔ باباحسین.[۱۵]

## جغرافیای سکونت
این ایل در سال ۱۳۱۱، پنج هزار خانوار جمعیت داشته‌است. محل سکونت اصلی ایل حسنوند شهرستان سلسله است. پراکندگی جمعیتی این ایل در شهرستان‌های سلسله، خرم‌آباد، پلدختر، کنگاور، کوهدشت، بروجرد، کلاردشت، قزوین و بخش دینور و اندیمشک می‌باشد.